# Anders Bagge
 (août 2018).
Sven Anders Bagge, né le 12 janvier 1968 à Enskede, Stockholm, Suède, est un compositeur, chanteur, producteur et partenaire suédois de Peer Åström, avec lequel ils sont connus sous le nom de Bagge & Peer.

## Biographie
À l'âge de cinq ans, Bagge a pris des leçons de trompette et de piano. En 1985, il a commencé sa carrière musicale, d'abord en dirigeant le studio Cheiron, avant de décider de faire carrière en solo. Dans les années 1990, il faisait partie du groupe suédois Legacy of Sound (en).
Il a produit des chansons pour Madonna, Janet Jackson, Santana, Jennifer Lopez, Nick Lachey, Jessica Simpson et Céline Dion. Lara Fabian, Enrique Iglesias, Ace of Base et Ashley Tisdale ont également participé à sa production.
Avec Laila Bagge Wahlgren et Andreas Carlsson, il a été membre du jury de Idol 2008, Idol 2009 et Idol 2010 en Suède. Bagge a commencé le spectacle de casting Made in Sweden en 2009, où il a cherché de nouveaux talents avec Carlsson et Laila Wahlgren. En 2010, Bagge a produit un single pour Girlgroup Play.
Il est co-auteur de la chanson Drip Drop de la chanteuse azerbaïdjanaise Safura. Avec ce titre, elle a représenté son pays au concours Eurovision de la chanson 2010 et a atteint la cinquième place. Il a également coécrit la chanson de l'Azerbaïdjan pour le Concours Eurovision de la chanson 2012.

## Melodifestivalen 2022
Anders participe au Melodifestivalen 2022, où il sera directement qualifié en finale à la suite de sa performance lors de la 3e audition le 19 février 2022.
En finale, le 13 mars dernier, il termine 2e avec 121 points derrière Cornelia Jakobs. Il a cependant gagné 90 points du public, soit 1er des télévotes, mais 8e des jurys avec seulement 31 points.